# Роза (Донецкая область)
Роза (укр. Роза) — село на Украине, находится в Новоазовском районе  Донецкой области. Находится под контролем самопровозглашённой Донецкой Народной Республики.

## География

#### Соседние населённые пункты по странам света
С: Казацкое
СЗ: Красноармейское
СВ: Порохня
З: Веденское
В: —
ЮЗ: Митьково-Качкари
ЮВ: —
Ю: Качкарское

## Население
Население по переписи 2001 года составляло 8 человек.

## Общие сведения
Код КОАТУУ — 1423681107. Почтовый индекс — 87611. Телефонный код — 6296.

## Адрес местного совета
87660, Донецкая область, Новоазовский район, с. Безыменное, ул. Советская, 45